# SN 1996G
SN 1996G – supernowa typu II odkryta 14 lutego 1996 roku w galaktyce A122853-0004. W momencie odkrycia miała maksymalną jasność 23,30m.